# Wien Heiligenstadt
Wien Heiligenstadt (niem: Bahnhof Wien Heiligenstadt) – stacja kolejowa w Wiedniu, w Austrii. Znajduje się na Franz-Josefs-Bahn oraz na Vorortelinie. Obsługuje połączenia regionalne oraz ekspresowe w regionie Waldviertel. Zatrzymują się tu pociągi S-Bahn linii S-40 i S-45. Znajduje się tu również stacja metra.

## Galeria

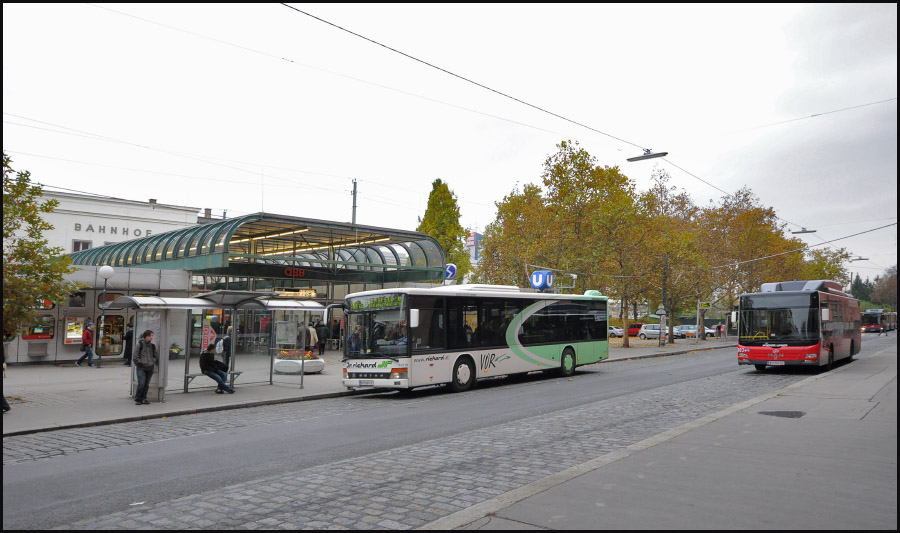
Plac dworcowy z przystankiem autobusowym
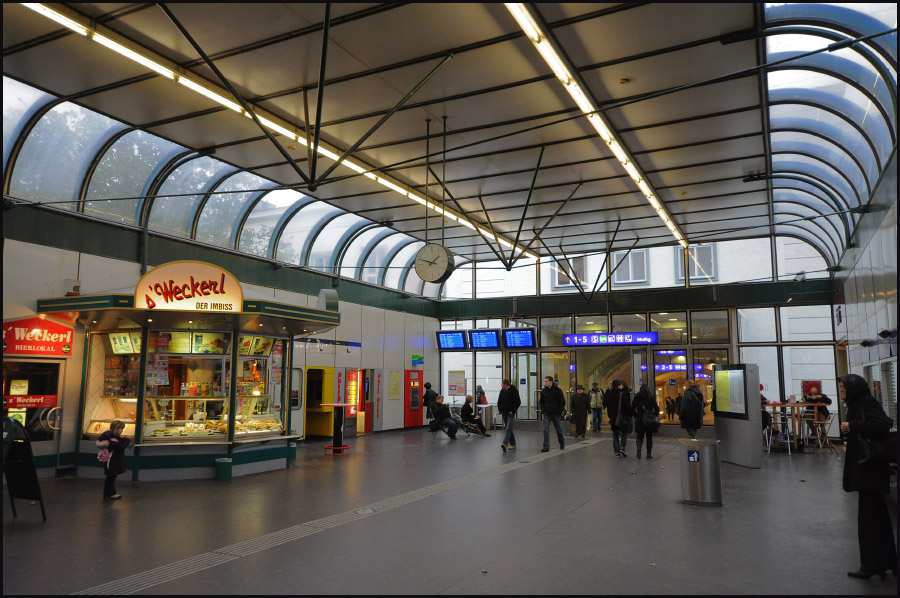
Hala dworcoa
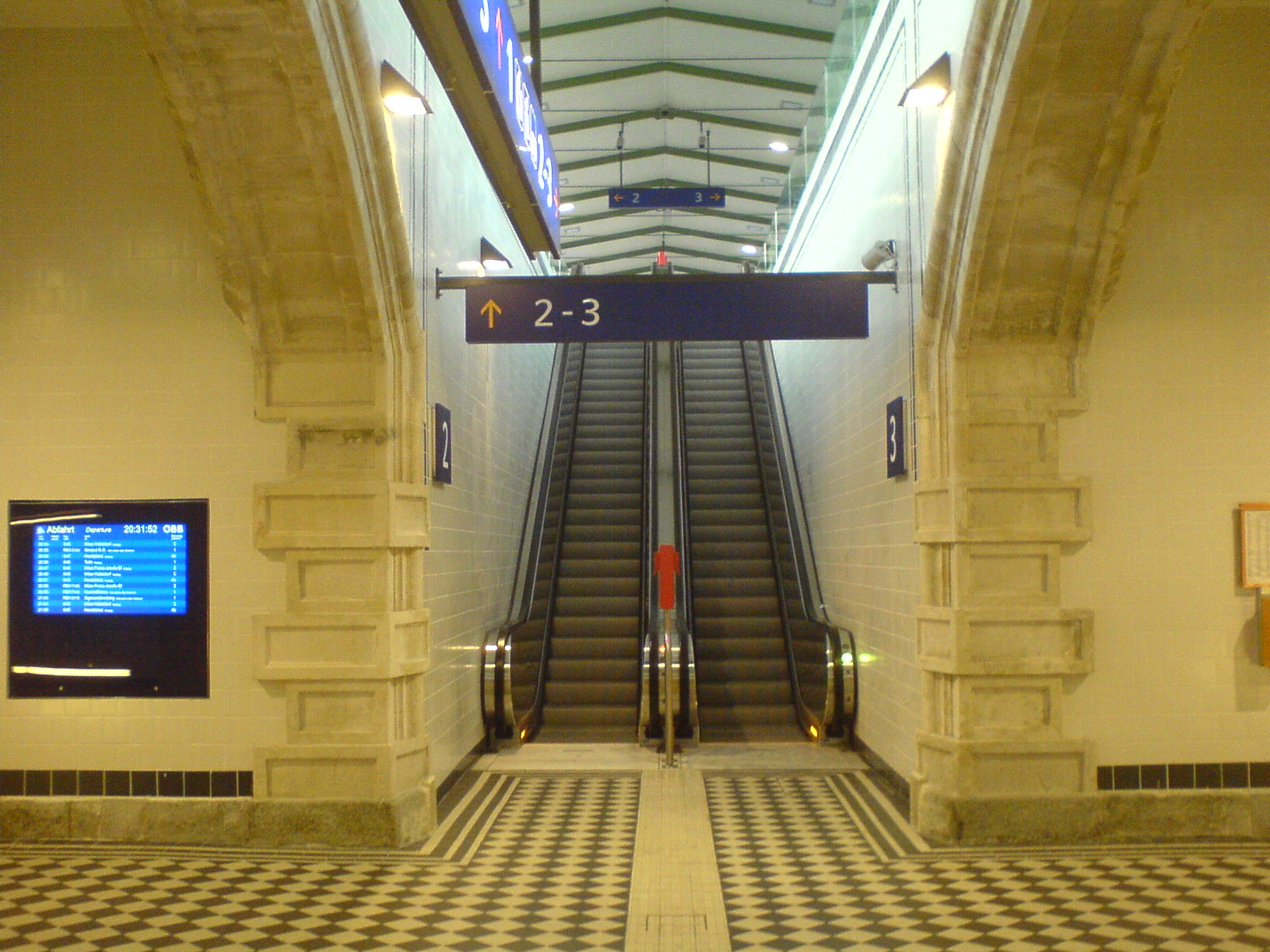
Przejście podziemne z ruchomymi schodami
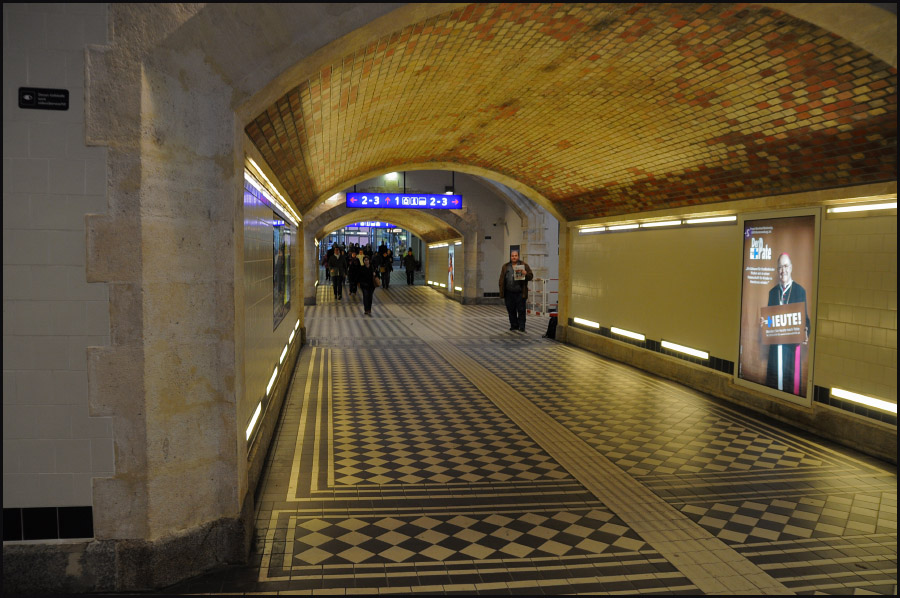
Przejście podziemne